# Poemi Asolani
Poemi Asolani ist ein Musikfilm des deutschen Filmemachers Georg Brintrup aus dem Jahr 1985 über den italienischen Komponisten Gian Francesco Malipiero (1882–1973). Ein Musical ohne Gesang aber mit einer Sprechstimme. Der Titel des Films ist auch der Titel einer berühmten Klavierkomposition des Komponisten.

## Handlung
Es ist Malipiero selbst (dargestellt vom französischen Schauspieler Philippe Nahoun), der die wichtigen Episoden aus seinem Leben wach ruft: Ich erinnere mich an alles. Eine grausame Freude, die ich suche und die mich peinigt, weil sie mich in eine Welt versetzt, die meine Phantasie beherrscht.
Seine ersten Erinnerungen gehen in das Venedig des Fin de Siècles, in die Stadt, in der er geboren wurde. Die musikalische Tradition der „Serenissima“ prägt ihn. Sein Leben lang wird er sich ihr verbunden fühlen. Obwohl er an der Musikhochschule in Bologna, bei dem bekannten Maestro Marco Enrico Bossi, studiert, sind seine wahren Lehrer die antiken italienischen Komponisten Palestrina, Gesualdo da Venosa, Orazio Vecchi, Claudio Monteverdi und Domenico Scarlatti. Malipiero wird Autodidakt und sondert sich von seinen Studienkollegen ab, die immer noch der überholten akademischen Disziplin und dem italienischen Melodram nacheifern.
Er reist nach Berlin, nach Paris, um sich in seiner Kunst zu perfektionieren. In Paris begegnet er Alfredo Casella, der ihn bittet, seine Abreise zu verschieben, um der Uraufführung von Igor Stravinskys „Le sacre du printemps“ beizuwohnen. An jenem Abend wacht Malipiero aus einer „langen und gefährlichen Lethargie“ auf. Er ändert jetzt vollkommen seinen Kompositionsstil, wird freier, anarchischer im Ausdruck. Immer weiter grenzt er sich vom Stil seiner italienischen Kollegen ab.
Zurück in seiner Heimat entdeckt er während eines Ausflugs mit Freunden das kleine Städtchen Asolo auf den Hügeln der Voralpen Venetiens. Er verliebt sich in den Ort und kehrt jedes Jahr im November dorthin zurück. So auch während des Ersten Weltkriegs, wo er in dem Haus lebt, das später Eleonara Duse bewohnen wird. In der Nacht zum 1. November 1916 beobachtet er ein außergewöhnliches Schauspiel: Zwischen Kanonenschüssen und entferntem Donner sieht er durch den Nebel die aufsteigenden Flammen großer Feuer, die die Bauern auf den Friedhöfen der Poebene traditionell zu Allerheiligen anzünden. Ich muss bekennen, dass ich, ohne etwas erzählen oder reproduzieren zu wollen, gezwungen war, die ‚Poemi Asolani‘ zu schreiben. Ich war sicher, mich selbst nicht zu widersprechen. Der Erste Weltkrieg wälzt sein ganzes Leben um. Er weiß aber, wenn er überhaupt etwas Neues, in Stil und Form, in seiner Musik geschaffen hat, dann ist es in dieser Periode. Die Arbeiten dieser Zeit spiegeln seine innere Unruhe. Die „Pausen des Schweigens“ von 1917 stellen keine Tendenz dar, keine Absicht, die nicht rein musikalisch wäre. Sie wurden im Krieg ersonnen, als nur schwer Ruhe zu finden war, und wenn ich sie mal fand, fürchten musste, sie mit meiner Musik zu unterbrechen.
1923 erfüllt Malipiero sich endlich den Traum, auf dem Land zu leben, um vor dem Lärm zu fliehen und sich noch mehr zurückzuziehen. Er verlässt Venedig und zieht für immer nach Asolo. Doch auch dort, in seinem Haus, das am Fuße eines Hügels liegt, auf dessen Gipfeln sich zwischen Zypressen der Vorplatz einer kleinen Kirche befindet, findet er die Ruhe nicht, die er so sehr herbeisehnt: In meinem Haus habe ich mich oft, ohne Ausweg, wie eine Maus in der Falle gefühlt. Der Kirchplatz ist jetzt der verweltlichste Ort Asolos, wo man schreiend spielt und spielend schreit. Malipiero lässt doppelte Fenster und hermetisch abgeriegelte Türen einbauen und arbeitet hauptsächlich während der Nacht. Lärm wird für ihn immer mehr zu einer zerstörenden Kraft. Licht kann man beherrschen, Lärm nicht.
Er tröstet sich mit den Tieren, umgibt sich mit Hunden, Katzen, Hühnern, Vögeln. Tiere sind für ihn viel musikalischer. Ihre Stimme vermischt sich mit der Natur, mit der Stimme der Erde. Der Mensch, der von der Natur völlig losgelöst ist, stimmt mit ihr nicht einmal mehr überein, wenn er singt oder glaubt, zu singen. Trotz seiner alptraumhaften Phobie vor dem Lärm komponiert Malipiero zahlreiche Symphonien, Quartette und Klavierwerke in seinem unverwechselbaren Stil.
Der erste Kontakt mit dem Publikum: vernichtende Kritiken, Meinungsverschiedenheiten unter den Zuhörern. Wer hört der Musik eigentlich zu? Diejenigen, die die Musik am meisten hassen, sind die Liebhaber. Die italienische Kritik verzeiht Malipiero nicht. Ihm wird vorgeworfen, die italienische Oper des 19. Jahrhunderts anzuschwärzen. Dabei hat er sich immer von jeder Stellung ‘gegen’ etwas zurückgehalten und es vorgezogen, sich ‘für’ etwas zu schlagen. Er ist überzeugt, dass die Musik während der letzten zwei Jahrhunderte mehr und mehr auf die beiden Tonarten Dur und Moll reduziert worden ist, und dass das System der temperierten Stimmung vom physischen Standpunkt aus eine Bildung des Gehörs erlaubt hat, die nichts mehr mit der Musikalität eines Palestrina oder eines Domenico Scarlatti zu tun hat. Malipiero beginnt – neben seiner eigentlichen Kompositionstätigkeit – die zeitraubende und komplizierte Arbeit an der Neuausgabe der gesamten Werke Claudio Monteverdis.
Am Ende seines Lebens konstatiert Malipiero, dass er nicht die gleiche Liebe für alle seine Schöpfungen hegt. So stellt die Musik, die er fürs Theater geschrieben hat, für ihn eine Art kaum wahrnehmbare Luftspiegelung dar. Sein ganzes Leben lang hat er jedoch auf ein für ihn unentbehrliches Prinzip gehorcht: Ich habe unerbittlich das verworfen und zerstört, was Frucht meines Willens war, anstatt meines Instinktes.

## Filmmusik
Der Soundtrack besteht, bis auf eine Ausnahme, ausschließlich aus musikalischen Werken Malipieros:
- San Francesco d'Assisi, mistero per soli, coro e orchestra (1920–1921, New York 1922)
- La bottega da caffè (1926)
- Impressioni dal vero (il capinero) (1910)
- Impressioni dal vero (il chiù) (1910)
- Le sacre du printemps di Igor Stravinsky (1913)
- Impressioni dal vero (il picchio) (1915)
- Poemi asolani (1916)
- Pause del silenzio I, (1917); II Sul fiume del tempo, L'esilio dell'eroe, Il grillo cantarino, (1925–1926)
- Quartetto per archi n.1 „Rispetti e strambotti“ (1920)
- Sinfonia n. 1 „In quattro tempi, come le quattro stagioni“ (1933)
- Sinfonia n. 6 „Degli archi“ (1947)
- L'Orfeide (1919–1922, Düsseldorf 1925), in tre parti:

- I „La morte delle maschere“,
- II „Sette canzoni“,

- Sinfonia n. 7 „Delle canzoni“ (1948)

## Hintergrund
Poemi Asolani ist der Titel einer Klavierkomposition Gian-Francesco Malipieros und wird in dem gleichnamigen Film von Gino Gorini interpretiert. Der Film ist ein Musikfilm oder ein Musical ohne Gesang. Im Film wird nur instrumentale Musik eingesetzt, sodass diese zu einer Begleitmusik der filmischen Aktion wird. In der Tat ist die Musik Malipieros ausgesprochen cinematographisch, also dazu geeignet, eine filmische Handlung zu untermalen bzw. zu begleiten. – Malipiero selbst hat die Musik für zwei Filme geschrieben: Acciaio von Walter Ruttmann (1933) und Die goldene Karosse von Jean Renoir (1952). – Die Szenen des Films wurden in Funktion zur Musik geschrieben. Jeder Einstellung wurde schon im Drehbuch eine bestimmte Anzahl von Takten und Noten zugeordnet. Die Bewegungen der Schauspieler und der Kamera richten sich in Tempo und Rhythmus nach den Musikwerken. Da der Musik Malipieros oft gewisse Umweltgeräusche zugrunde liegen, werden diese Geräusche im Film mit der Musik verbunden und mit ihr gleichwertig behandelt.

## Kritiken
„Georg Brintrup nähert sich dem Komponisten aus neugieriger Distanz. Er geht an die Orte seines Lebens, stellt mit Schauspielern Szenen der Zeit nach, wortlos und metaphorisch konzentriert, er lauscht dem Rhythmus der Musik nach, nimmt ihn auf etwa in rotierenden Kutschenrädern, in windbewegten Bäumen und Sträuchern, in Schnitten, Schwenks und Zooms. Eine alte brüchige Stimme zitiert zum ruhigen Fluß der erlesen schönen Bilder allein Originaltexte Malipieros.
Brintrup gelingt das seltene Kunststück, in der stets verfremdeten, mit surrealistischen Anspielungen durchsetzten Bilderfolge das wundersam fiktive Porträt eines fernen Künstlers zu schaffen; gelungen wegen des Mutes zur experimentierenden Gestaltung, zum eigenständigen optischen Nachvollzug verbaler und musikalischer Kunst.“

„Der (deutsche) Film erzählt das Leben des Komponisten anhand seiner Musik. Er ist insofern ein Musikfilm, allerdings ohne Gesang. Die Einzigartigkeit aber liegt darin, dass die Szenen des Films in Funktion zur instrumentalen Musik geschaffen wurden: jede einzelne Einstellung hatte von Anfang an eine genaue Anzahl von Musiknoten und Takten, sodass jede Handlung der Schauspieler und die Bewegung der Kamera allein durch die Geschwindigkeit und die Rhythmen der musikalischen Werke geprägt wurde.“

„Den ‚Alten von Asolo‘ nannte man ihn. … Der Witz bei Malipiero war, daß er sich mit todsicherem Instinkt um das Unzeitgemäße kümmerte; und wenn die Musikwelt dann begriff, wie genial Mailipiero vorausgedacht hatte, da war sein wacher Geist schon bei anderer Sache.“

„In dem Film ‚Poemi Asolani‘ des deutschen Regisseurs Georg Brintrup, wird die Fotografie zum Protagonisten, für die Emilio Bestetti verantwortlich zeichnet. Ein Spielfilm, der die Themen von Zeit und Natur in den Erinnerungen des Musikers Gian Francesco Malipiero behandelt, und diese in rasend kräftigen und akzentuierten Farben darstellt. So werden wahre ‚Lichtgemälde‘ von chromatischer Intensität geschaffen.“

## Verbreitung
Poemi Asolani wurde zuerst beim Prix Italia 1985, dann bei der 8. Ausgabe des Festival del Cinema di Salsomaggiore Terme 1985 und auf dem Festival Internazionale d’Oriolo 1986 gezeigt, wo er den Preis für die beste Fotografie gewann. Im deutschen Fernsehen WDR war die Erstausstrahlung am 5. Oktober 1985, im italienischen Fernsehen RAI erst zehn Jahre später, am 9. September 1995. Der Film lief in allen dritten Programmen der Bundesrepublik und wurde 1986 im Ersten gesendet. Die bisher letzte Ausstrahlung war 2002 auf 3sat.